# Igor Alexandrowitsch Moskaljow
Igor Alexandrowitsch Moskaljow (russisch Игорь Александрович Москалёв; * 3. Juni 1950) ist ein ehemaliger sowjetischer Radrennfahrer.

## Sportliche Laufbahn
In der Internationalen Friedensfahrt 1972 gewann Moskaljow eine Etappe und wurde auf dem 8. Rang der Gesamtwertung klassiert. Auch in der Algerien-Rundfahrt 1972 war er auf einem Tagesabschnitt siegreich. 1973 gewann er den Prolog und eine Etappe im Grand Prix Guillaume Tell.
1976 wurde er Dritter der nationalen Meisterschaft im Kriterium hinter dem Sieger Aavo Pikkuus. 1970 fuhr er die Polen-Rundfahrt (32. Platz). 1971 wurde er 5. der Jugoslawien-Rundfahrt und holte dort einen Etappensieg. 1973 wurde Moskaljow Zweiter in diesem Etappenrennen mit zwei Tageserfolgen. 1971 gewann er in der DDR das Eintagesrennen Rund um die Dresdener Heide. Bei den UCI-Straßen-Weltmeisterschaften 1973 kam er als 48. ins Ziel.